# Lucy Fry

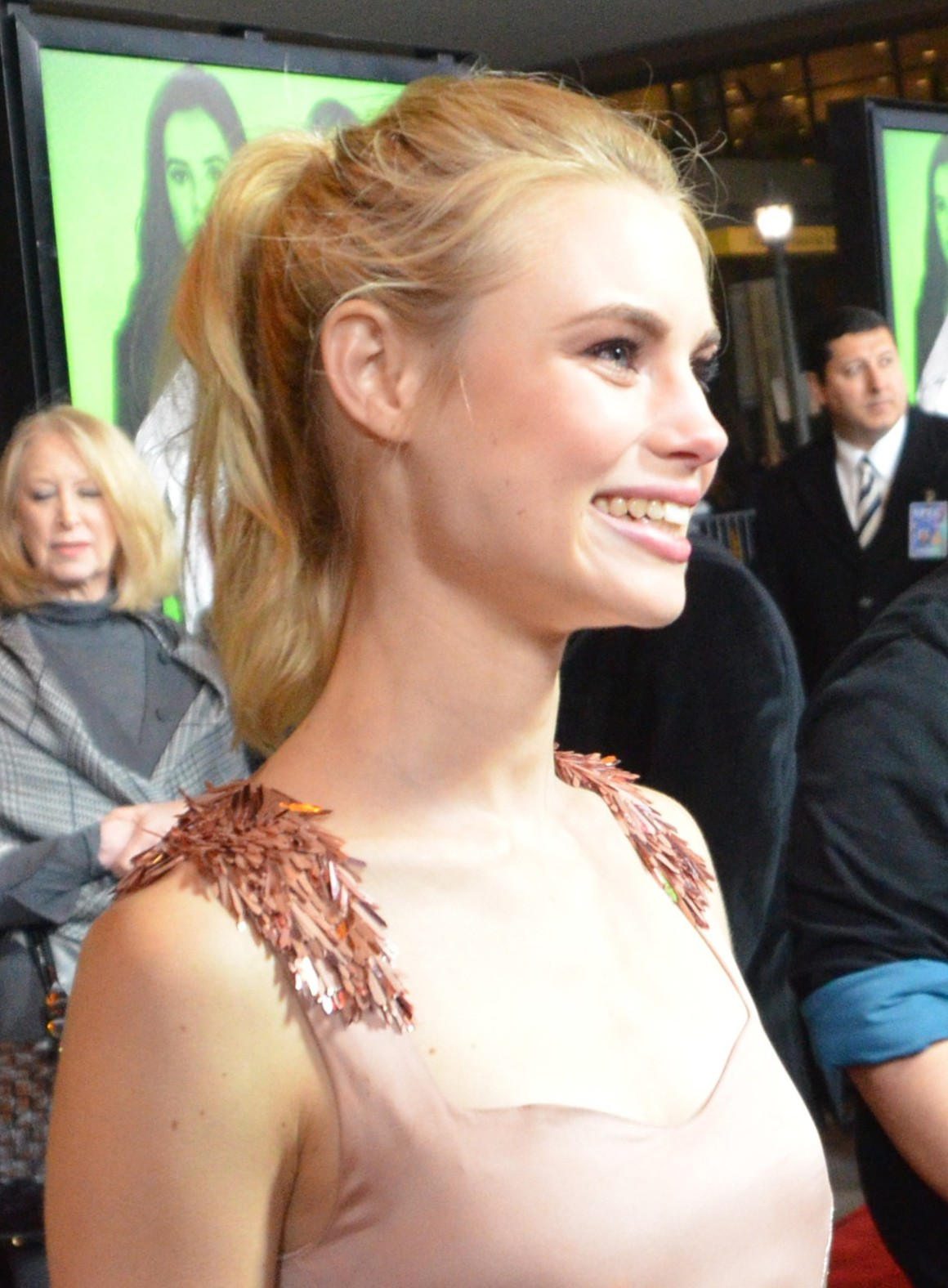

Lucy Elizabeth Fry (n. 13 martie 1992) este o actriță australiană cunoscută pentru portretizarea personajelor: Zoey în Lightning Point, Lyla în Mako: Island of Secrets și Lissa Dragomir din Academia Vampirilor. Lucy Fry a studiat la Brisbane, Școala de gramatică în Brisbane, Queensland, apoi început să studieze teatrul de la o vârstă fragedă.

## Filmografie
| An   | Titlu                  | Rol                       | Note                               |
| ---- | ---------------------- | ------------------------- | ---------------------------------- |
| 2008 | Fool's Gold            | Turistul                  |                                    |
| 2009 | Instead of Breakfast   |                           | Film scurt                         |
| 2014 | Vampire Academy        | Vasilisa "Lissa" Dragomir |                                    |
| 2014 | Now Add Honey          | Honey Halloway            |                                    |
| 2015 | Now Add Honey          | Honey Halloway            |                                    |
| 2015 | The Preppie Connection | Alex Hayes                |                                    |
| 2016 | Mr. Church             | Poppy                     | Titlu inițial: Henry Joseph Church |
| 2016 | The Darkness           | Stephanie Taylor          | Titlu inițial: 6 Miranda Drive     |
| 2017 | Bright                 | Tikka                     | Direct-pe-video film               |
| TBA  | Highway                | Heidi                     | Filmări                            |

| An   | Titlu                   | Rol                           | Note                                                                         |
| ---- | ----------------------- | ----------------------------- | ---------------------------------------------------------------------------- |
| 2010 | H2O: Just Add Water     | Student at Graduation/Herself | Episode 3x26                                                                 |
| 2012 | Lightning Point         | Zoey                          | Rolul principal; 26 de episoade                                              |
| 2013 | Reef Doctors            | Josie                         | Episodul 1x05                                                                |
| 2013 | Mako: Island of Secrets | Lyla                          | Rolul principal; 26 de episoade                                              |
| 2016 | 11.22.63                | Marina Oswald                 | Main role; 8 episodes                                                        |
| 2016 | Wolf Creek              | Eve Thorogood                 | În așteptare – Fangoria Chainsaw Award pentru cea mai bună actriță TV (2017) |

| An   | Titlu            | Artist       |
| ---- | ---------------- | ------------ |
| 2010 | Tommy and Krista | Thirsty Merc |

| An   | Lucrare                   | Rol                |
| ---- | ------------------------- | ------------------ |
| 2007 | A Water Story             | Ancient Mariner    |
| 2007 | Mr A's Amazing Maze Plays | Suzie              |
| 2007 | The Show Must Go On       | Doll               |
| 2008 | A Midsummer Night's Dream | Thisbe             |
| 2008 | Playing Pictures          | Roving Performer   |
| 2008 | Invisible Journeys        | Lucy               |
| 2008 | Ramalama                  | Physical Performer |
| 2009 | Beach                     | Serena             |
| 2010 | Lost Baggage              | Roving Performer   |
| 2009 | Creative Generations      | Lion Fish          |
| 2009 | King Oedipus              | Messenger          |